# Свято-Покровская церковь (Молодечно)
Свято-Покровский храм — православный храм в городе Молодечно. Памятник архитектуры ретроспективного русского стиля. Построен в 1867—1871 годах из кирпича.
В 1970 году 14-й экспедицией Государственного художественного музея БССР на колокольне Покровской церкви выявлена икона «Покров», созданная в 1751 году. Сейчас икона хранится в Национальном художественном музее Республики Беларусь.

## Архитектура

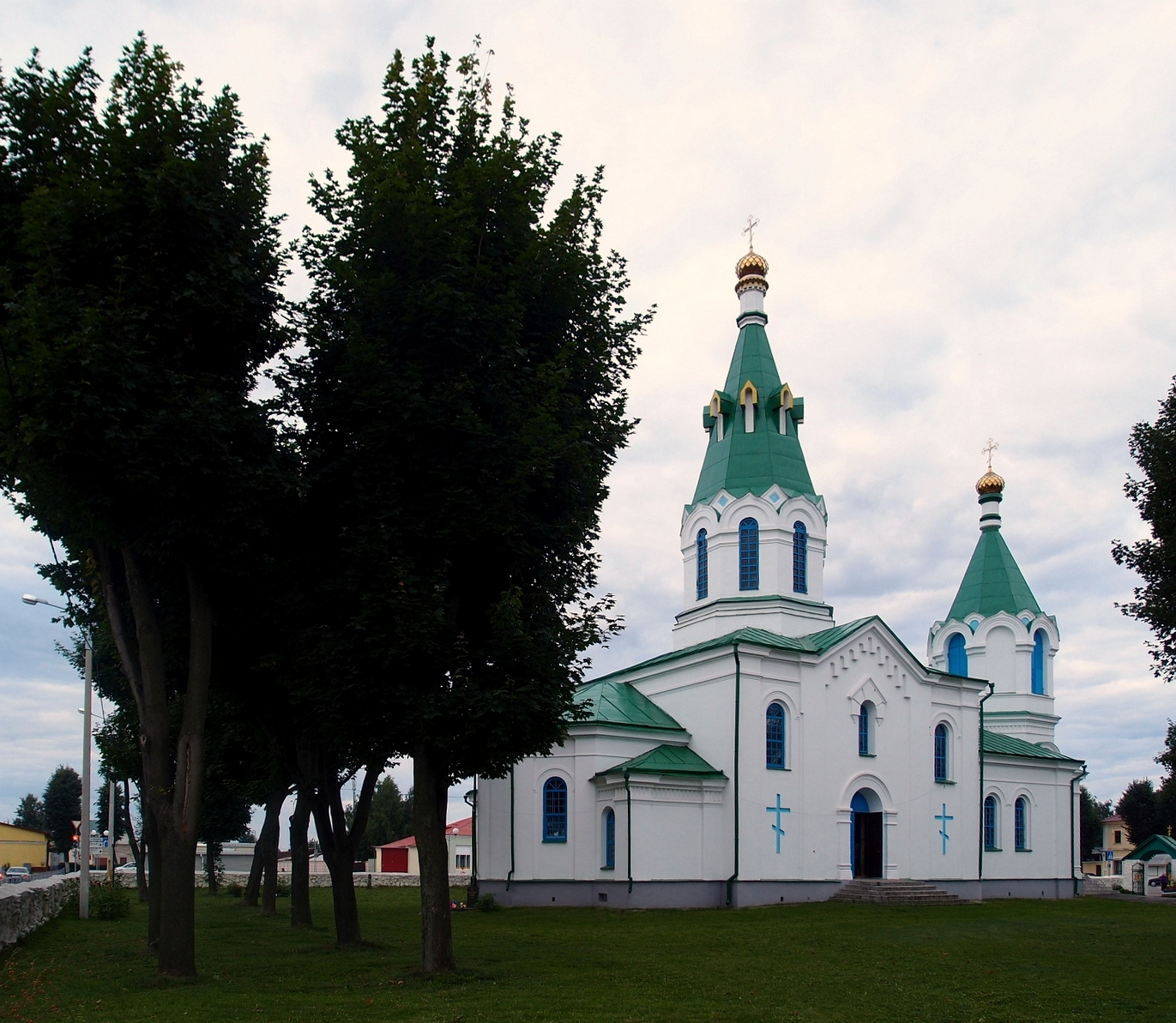
Церковь в 2013 году

В плане церковь имеет традиционную четырёхчастную схему: колокольня, трапезная, трехнефный квадратный основной объём и пятиугольная апсида, по обеим сторонам которой пристроены ризница и алтарь. Над основным объёмом возвышается восьмиугольный световой барабан. В декоре храма использованы формы московского зодчества XVII века (килевидные ламели, оконные шатры, наличники с отделкой кокошниками и др.). В отличие от большинства памятников, созданных в ретроспективном русском стиле, колокольня и главный световой барабан церкви имеют одинаковую архитектурно-пластическую структуру: восьмиугольное в сечении сооружение завершается кокошником и шатровой крышей, а она, в свою очередь — главкой луковичной формы. Это придает композиции
здания целостность и объёмное единство.

## Интерьер
Внутреннее пространство перекрыто общим цилиндрическим сводом и разделено на 3 нефа 6 колоннами: 2 колонны поддерживают хоры, 4 центральные через паруса поддерживают световой барабан с шатровым сводом. Апсида перекрыта конхой.